# Выборы мэра Хьюстона (2011)
Выборы мэра Хьюстона — очередные выборы мэра Хьюстона, которые прошли 8 ноября 2011 года. Победила в первом туре действующий мэр — Эннис Паркер с результатом 50,85 %.

## Рейтинги кандидатов
За 2 недели до выборов телеканал KHOU провёл опрос по поводу кандидатов. Результаты:
| Кандидат        | % голосов |
| --------------- | --------- |
| Эннис Паркер    | 37 %      |
| Фернандо Эррера | 5 %       |
| Джек Оконнор    | 2 %       |
| Кевин Симс      | 2 %       |
| Не определились | 54 %      |

## Итоги голосования
Итоги стали известны 9 ноября:
| Кандидат        | Количество голосов | % голосов |
| --------------- | ------------------ | --------- |
| Эннис Паркер    | 59 920             | 50,81 %   |
| Джек Оконнор    | 17 265             | 14,64 %   |
| Фернандо Эррера | 16 799             | 14,25 %   |
| Дэйв Уилсон     | 13 858             | 11,75 %   |
| Кевин Симс      | 8 197              | 6,95 %    |
| Аманда Улман    | 1 882              | 1,60 %    |
| Всего           | 117 921            | 100 %     |

## Реакция на итоги выборов
Больше всего реакции было вызвано на низкую явку избирателей, которая составила примерно 12 %. Даже мэр Паркер в своей победной речи сказала: Я была уверена в моём переизбрании, но неприятно видеть такое малое количество людей на выборах. Выборы показали, что большинство населения недовольно нынешней политикой, откуда и такая низкая явка.
Известный блогер Роберт Миллер заявил, что если бюджет города не увеличится, не будет развиваться экономика, то Паркер может иметь большие проблемы, которые могут сказаться на выборах 2013 года.